# جيمس براون كلاي
جيمس براون كلاي (بالإنجليزية: James Brown Clay)‏ هو دبلوماسي وقاضي ومحامي وسياسي أمريكي، ولد في 9 نوفمبر 1817 في واشنطن العاصمة في الولايات المتحدة، وتوفي في 26 يناير 1864 في مونتريال في كندا. حزبياً، نشط في حزب اليمين والحزب الديمقراطي. وقد انتخب عضو مجلس النواب الأمريكي.